# Lattarico
Lattarico ist eine italienische Gemeinde mit 3728 Einwohnern (Stand 31. Dezember 2023) in der Provinz Cosenza in Kalabrien.
Das Gebiet der Gemeinde liegt auf einer Höhe von 410 m über dem Meeresspiegel und umfasst eine Fläche von 42 km². Lattarico liegt etwa 33 km nordwestlich von Cosenza. Die Ortsteile sind Contessa Soprana, Cozzo Carbonaro, Palazzello, Piretto, Regina. Die Nachbargemeinden sind Bisignano, Fuscaldo, Luzzi, Montalto Uffugo, Rota Greca, San Benedetto Ullano, San Martino di Finita und Torano Castello.